# I dieci comandamenti (programma televisivo)
I dieci comandamenti è stato un programma televisivo italiano di approfondimento giornalistico ideato, condotto e diretto da Domenico Iannacone in onda su Rai 3 dal 13 maggio 2013 al 30 dicembre 2018.

## Il programma
Il programma, nato da un'idea di Domenico Iannacone, che ne è anche il conduttore (prima volta per lui) e il regista, si occupa di raccontare la società italiana e storie di vita reale. Lo stesso Iannacone ha detto al riguardo:
La prima stagione era composta da dieci puntate, ciascuna delle quali prendeva il titolo dai Dieci comandamenti del catechismo cattolico per sviluppare tematiche di attualità sociale, ed è andata in onda il lunedì dal 13 maggio al 15 luglio 2013.
La seconda stagione di 6 puntate è andata in onda il venerdì in seconda serata dal 7 marzo all'11 aprile 2014. Nello stesso anno è andata in onda anche la terza serie, che è cominciata il 26 settembre 2014 con una puntata speciale in prima serata intitolata Spaccanapoli, a cui hanno fatto seguito 5 puntate in seconda serata in onda il venerdì. La quarta serie è iniziata con Arrivederci Roma, andata in onda in prima serata il 12 settembre 2015, ed è terminata con Irriducibili il successivo 6 novembre. La quinta serie del programma è cominciata con uno speciale, condotto da Iannacone con la partecipazione di Andrea Camilleri, intitolato Lontano dagli occhi, presentato in anteprima al 68º Prix Italia e andato in onda il 3 ottobre 2016, in occasione della prima Giornata nazionale delle vittime dell'immigrazione. Sono seguite 4 puntate di 50 minuti, andate in onda il lunedì in seconda serata a partire dal 14 novembre dello stesso anno. Questa serie si è conclusa con Ti voglio amare, una prima serata di 105 minuti, andata in onda il 19 dicembre 2016. La sesta stagione è andata in onda la domenica alle 20.30 dal 19 novembre al 24 dicembre 2017, sempre su Rai 3. La settima stagione è cominciata con lo speciale "Come figli miei", andato in onda il 27 ottobre alle 21.40 su Rai 3.
Il programma è realizzato dalla Direzione di Produzione TV della Rai CPTV di Roma.

## Premi e riconoscimenti
Il programma ha vinto il "Premio della critica miglior programma 2013" al Premio Giornalistico televisivo Ilaria Alpi nel 2013. Il reportage intitolato "La terra dei fuochi" della puntata "Non commettere atti impuri" ha vinto, nella stessa edizione del Premio Alpi, il "Premio Coop Ambiente". Sempre nel 2013 ha vinto il premio "Ideona" come "migliore tv d'autore dell'anno".
Il documentario "Lontano dagli occhi / Out of sight" ha vinto nel giugno 2017 tre importanti riconoscimenti internazionali: il Premio Miglior Reportage europeo al Civis Mediaprize di Berlino, il premio come miglior documentario internazionale della categoria "Non fiction / Social Issues" al Realscreen Award di Los Angeles e il Premio Speciale della Giuria "Peace Jam" al 57º Festival de Télévision de Monte-Carlo. Sempre nel 2017 il documentario "La rivoluzione industriale" ha vinto nel 2017 il Premio Goffredo Parise per il reportage nella sezione "Valori del Veneto" alla prima edizione del Premio Goffredo Parise di Treviso.

## Edizioni

### Prima edizione
| Puntata                            | Data           | Telespettatori | Share |
| ---------------------------------- | -------------- | -------------- | ----- |
| Non commettere atti impuri         | 13 maggio 2013 | 748.000        | 3,83% |
| Ricordati di santificare le feste  | 20 maggio 2013 | 1.092.000      | 5,89% |
| Non dire falsa testimonianza       | 27 maggio 2013 | 650.000        | 2,84% |
| Onora il padre e la madre          | 3 giugno 2013  | 560.000        | 3,14% |
| Non nominare il nome di Dio invano | 10 giugno 2013 | 654.000        | 3,59% |
| Non desiderare la roba d'altri     | 17 giugno 2013 | 668.000        | 4%    |
| Non desiderare la donna d'altri    | 24 giugno 2013 | 382.000        | 5,15% |
| Non avrai altro Dio                | 1º luglio 2013 | 506.000        | 4,74% |
| Non rubare                         | 8 luglio 2013  | 396.000        | 4,55% |
| Non uccidere                       | 15 luglio 2013 | 467.000        | 5,63% |

### Seconda edizione
| Puntata                     | Data           | Telespettatori | Share |
| --------------------------- | -------------- | -------------- | ----- |
| La Mivar                    | 7 marzo 2014   | 717.000        | 4,47% |
| Egon                        | 14 marzo 2014  | 665.000        | 4,40% |
| Luigi Bonaventura           | 21 marzo 2014  | 623.000        | 3,99% |
| Emanuele Feltri             | 28 marzo 2014  | 536.000        | 3,51% |
| Daniele Mazzuccato          | 4 aprile 2014  | 559.000        | 3,29% |
| La bellezza incomprensibile | 11 aprile 2014 | 600.000        | 3,55% |

### Terza edizione
| Puntata             | Data              | Telespettatori | Share |
| ------------------- | ----------------- | -------------- | ----- |
| Spaccanapoli        | 26 settembre 2014 | 907.000        | 3,70% |
| L'altro mare        | 10 ottobre 2014   | 1.090.000      | 6,13% |
| Le cose che vedo    | 17 ottobre 2014   | 443.000        | 2,40% |
| Quello che non sono | 24 ottobre 2014   | 454.000        | 2,65% |
| Il sogno            | 31 ottobre 2014   | 415.000        | 2,28% |
| Sono felice         | 7 novembre 2014   | 409.000        | 2,37% |

### Quarta edizione
| Puntata           | Data              | Telespettatori | Share         |
| ----------------- | ----------------- | -------------- | ------------- |
| Arrivederci Roma  | 12 settembre 2015 | 665.000        | 3,2%          |
| Miracolo a Milano | 19 settembre 2015 | 745.000        | 3,62%         |
| La scelta         | 16 ottobre 2015   | non pervenuti  | non pervenuti |
| Padri e figli     | 23 ottobre 2015   | non pervenuti  | non pervenuti |
| Terra di nessuno  | 30 ottobre 2015   | 508.000        | 3,03%         |
| Irriducibili      | 6 novembre 2015   | 285.000        | 1,88%         |

### Quinta edizione
| Puntata                                | Data             | Telespettatori | Share |
| -------------------------------------- | ---------------- | -------------- | ----- |
| Lontano dagli occhi - Puntata speciale | 3 ottobre 2016   | 1.185.000      | 7,04% |
| La rivoluzione industriale             | 14 novembre 2016 | 1.417.000      | 7,90% |
| La terra                               | 21 novembre 2016 | 1.669.000      | 9,97% |
| La visione                             | 28 novembre 2016 | 1.161.000      | 6,96% |
| Viva Venezia                           | 12 dicembre 2016 | 688.000        | 3,99% |
| Ti voglio amare                        | 19 dicembre 2016 | 986.000        | 3,90% |

### Sesta edizione
| Puntata         | Data             | Telespettatori | Share |
| --------------- | ---------------- | -------------- | ----- |
| Il danno        | 19 novembre 2017 | 1.411.000      | 5,42% |
| Sopravvissuti   | 26 novembre 2017 | 1.464.000      | 5,62% |
| La cura         | 3 dicembre 2017  | 1.194.000      | 4,5%  |
| La porta aperta | 10 dicembre 2017 | 1.355.000      | 5%    |
| L'intruso       | 17 dicembre 2017 | 1.288.000      | 5,1%  |
| La caduta       | 24 dicembre 2017 | 886.000        | 4,7%  |

### Settima edizione
| Puntata                            | Data             | Telespettatori | Share |
| ---------------------------------- | ---------------- | -------------- | ----- |
| Come figli miei - Puntata speciale | 27 ottobre 2018  | 1.068.000      | 5,15% |
| Pane nostro                        | 18 novembre 2018 | 1.631.000      | 6,52% |
| Malasorte                          | 25 novembre 2018 | 802.000        | 3,79% |
| La fine del mondo (Capitolo I)     | 2 dicembre 2018  | 1.283.000      | 5,09% |
| La fine del mondo (Capitolo II)    | 9 dicembre 2018  | 1.250.000      | 5,12% |
| Fuori piove                        | 16 dicembre 2018 | 1.446.000      | 5,91% |
| Anime salve                        | 30 dicembre 2018 | 725.000        | 3,33% |